# Hermandad de Jesús Despojado (Salamanca)
La Hermandad Sacramental, Mercedaria y de Penitencia de Nuestro Padre Jesús Despojado de sus Vestiduras y María Santísima de la Caridad y del Consuelo, con sede en la iglesia de San Sebastián de Salamanca, es una cofradía penitencial de la Semana Santa salmantina. 
Desde un primer momento su acción ha estado encaminada a la práctica de la caridad y la función asistencial, colaborando con distintas instituciones como Cruz Roja, las Hermanitas de los Pobres o Cáritas Diocesana.

## Emblema
El escudo está formado por dos óvalos, conteniendo el de la izquierda la cruz, los clavos, la corona de espinas y tres dados sobre fondo rojo. El óvalo de la derecha contiene el anagrama de la Virgen María (AM) sobre fondo azul junto con la palabra latina “Charitas” en alusión a la advocación mariana. Entre los dos óvalos se sitúa un cáliz con la Eucaristía en la que se muestra el Sagrado Corazón y las siglas JHS. Bajo el cáliz una paloma representa al Espíritu Santo. Todo el conjunto está orlado por una cartela y vegetación.

## Historia

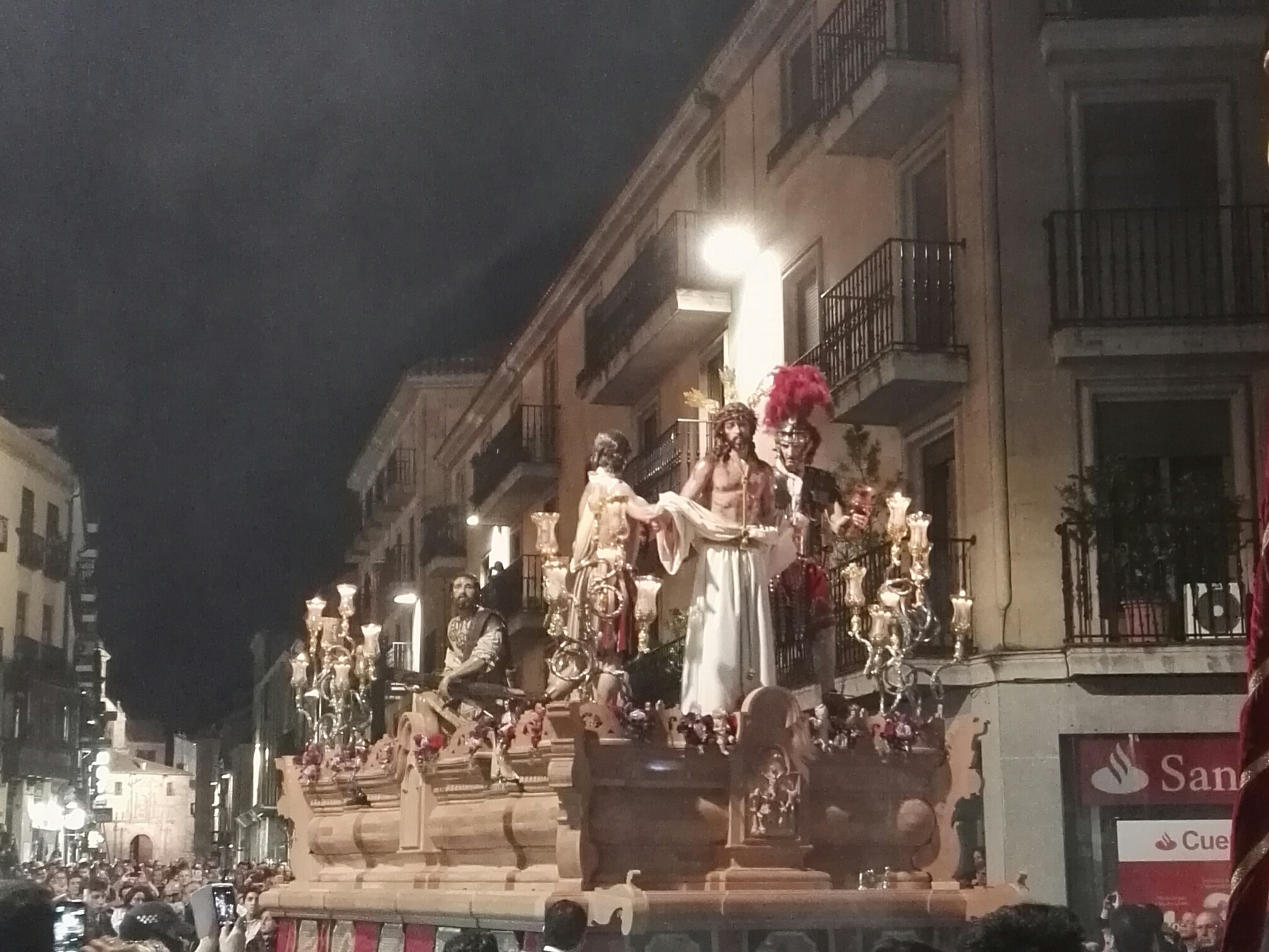
Paso de misterio de N. P. Jesús Despojado.

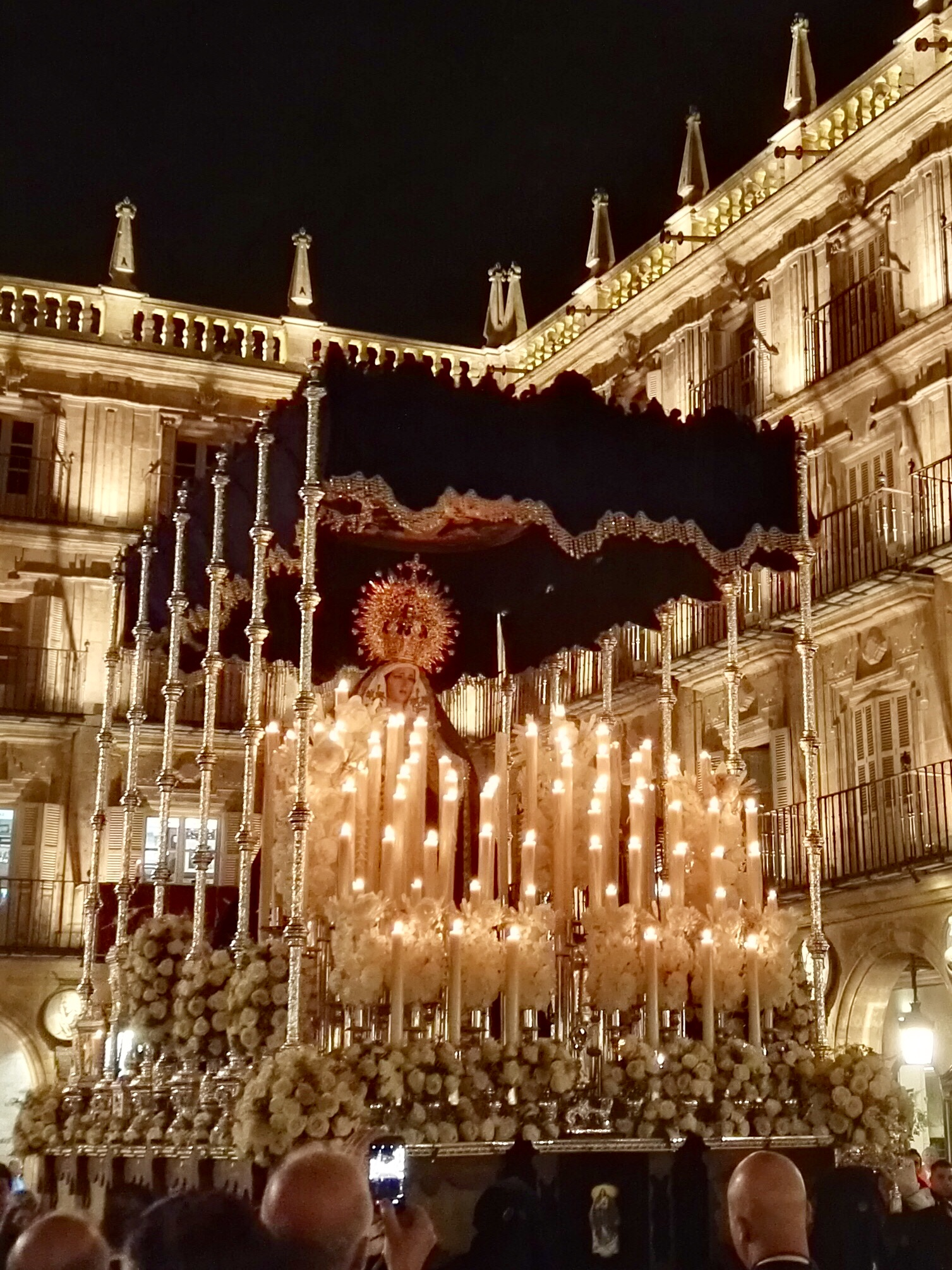
Paso de María Santísima de la Caridad y del Consuelo.

Con el objeto de fundar la cofradía el grupo de promotores creó en 2007 la Pro-Hermandad del Despojado, cuyo primer acto consistió en la celebración de Eucaristía y visita de los Reyes Magos a la residencia de las Hermanitas de los Pobres en enero de 2008.
El 3 de marzo de 2008 el obispado de Salamanca emitió el decreto de erección canónica de la cofradía, estableciendo su sede canónica en la Clerecía, más concretamente en la capilla del Sagrado Corazón. En septiembre del mismo año se produjo el ingreso de la Hermandad del Despojado en la Junta de Cofradías de Salamanca.
El 28 de septiembre de 2008 se decidió en Cabildo General Extraordinario que las imágenes de N. P. Jesús Despojado y de María Santísima de la Caridad y del Consuelo fuesen realizadas por el imaginero Francisco Romero Zafra. Con la intención de comenzar a desfilar en la Semana Santa de 2012 se estableció que la imagen cristífera se entregase a finales de 2011 y la de la Virgen en septiembre de 2012 para su incorporación al desfile al año siguiente. El 18 de julio de 2009 se firmó el contrato entre el escultor y la Hermandad.
Debido a diferencias con el consejo rector de la Clerecía surgió la necesidad de cambiar de sede canónica. Tras iniciar conversaciones con la parroquia de la Purísima y el Rector de la iglesia de San Benito el 25 de septiembre de 2010 se aprobó en cabildo el cambio de residencia canónica. La sede se estableció en la iglesia de San Benito. El 16 de octubre del mismo año se firmó un acuerdo con la parroquia de La Purísima mediante el cual la Hermandad realizará su estación de penitencia a la Catedral Nueva desde la Iglesia de la Purísima. Previamente las imágenes serán trasladadas de San Benito al templo de salida en solemne vía crucis el último miércoles de Cuaresma.
El 11 de febrero de 2012 se bendijo la imagen de Jesús Despojado en la iglesia de la Purísima actuando como padrinos la Hermandad del Despojado de Sevilla y las Hermanitas de los Pobres, trasladándose posteriormente la imagen en procesión hasta la iglesia de San Benito. En torno a la bendición se programaron una serie de actos religiosos y culturales.
Con su incorporación a los desfiles penitenciales de Salamanca, la hermandad decidió recuperar la tradición de solicitar la venia a la cofradía decana, la Cofradía de la Vera Cruz, basándose en el privilegio que le fue otorgado por Felipe II para organizar en exclusiva las procesiones de Semana Santa en la ciudad. La Vera Cruz también apadrinó la primera estación de penitencia del Despojado, participando en el desfile con el Lignum Crucis portado en un relicario.
La bendición de la imagen mariana se realizó el 28 de septiembre de 2013 en la iglesia de la Purísima, habiéndose designado como padrinos a la Archicofradía del Rosario de Salamanca y la Hermandad del Despojado de Sevilla contando con la presencia de Romero Zafra.
El Cabildo celebrado el 4 de julio de 2014 aprobó los proyectos para la incorporación de seis imágenes secundarias en el paso de misterio del despojo de Cristo, a cargo del imaginero Manuel Madroñal Isorna, y los primeros trabajos para el paso de palio.
El 18 de enero de 2018, el Cabildo aprobó el traslado de la sede canónica a la iglesia de San Sebastián, manteniéndose la salida procesional desde la Iglesia de la Purísima. El traslado de las imágenes se realizó el domingo 25 de febrero de 2018, en procesión.
El Domingo de Ramos de 2018 se incorporó a la estación de penitencia la imagen de María Santísima de la Caridad y del Consuelo, actuando como madrinas en su primer desfile las hermandades penitenciales de la Soledad y Dominicana, y la Archicofradía del Rosario y Cofradía de la Salud de Tejares, de gloria.
La Hermandad aprobó en cabildo celebrado el 28 de febrero de 2018 el acuerdo celebrado con la Orden de la Merced, incluyendo en su denominación los títulos de Sacramental y Mercedaria, la colaboración en la organización de una serie de cultos en el Convento de la Vera+Cruz de los mercedarios, y la inclusión en el desfile penitencial de la reliquia del Lignum Crucis de la congregación en Salamanca, la incorporación de la Orden en la presidencia del paso de palio y de un banderín alusivo a la Virgen de la Merced en el cortejo. El 27 de enero de 2019 tuvo lugar la entrega de la Carta de Hermandad entre la Orden Mercedaria y la cofradía por la que se la hace partícipe de los beneficios espirituales de la congregación religiosa. Como consecuencia de la unión con la orden Mercedaria la hermandad presentó el proyecto “Merced 2020” que  cuenta con dos metas: Realizar una nueva Imagen de Nuestra Señora de la Merced y conmemorar el 75 aniversario de la llegada a Salamanca de la comunidad de Padres Mercedarios en 1945. La imagen de la Virgen de la Merced y el Divino Infante se encargó a los imagineros Juan Jiménez y Pablo Porras. Se trata de una imagen de candelero para vestir a tamaño natural, con el Niño en talla completa, que fue bendecida en noviembre de 2020. Ese mismo año se restauró la cofradía de la Esclavitud Mercedaria en el convento de la Vera Cruz, que realizó su primera procesión por los barrios de Salesas y Labradores en octubre de 2023, tras sesenta años de ausencia. En 2024 la hermandad asumió ad experimentum la organización de la procesión de Nuestra Señora de la Merced a modo de rama letífica propia, con la previsión de que pueda afianzarse a perpetuidad.

## Titulares
- N. P. Jesús Despojado de sus Vestiduras: imagen realizada en madera de cedro real por Francisco Romero Zafra, policromada al óleo. Representa el momento previo a la crucifixión en el que Cristo es despojado de sus vestiduras.[20] El proyecto aprobado para la realización de las imágenes secundarias del paso, a cargo de Manuel Madroñal Isorna, contempla la inclusión de dos soldados romanos, un sayón, Simón de Cirene y los dos ladrones, Dimas y Gestas.[21] El diseño de la vestimenta de las imágenes corre a cargo de David Calleja Ruiz.[22] Las imágenes de Simón de Cirene y uno de los soldados se recibieron en 2015,[23] y las de Dimas y el sayón en 2016,[24] la talla de Gestas en 2017 y finalmente la imagen del centurión romano en 2019.[25][26] Entre 2012 y 2015 desfiló sobre andas adquiridas a la Cofradía de la Santa Cruz, Santo Sudario de Nuestro Señor Jesús de la Providencia y María Santísima Madre de Gracia de Huelva. En su primera salida procesional el paso lució unos candelabros de guardabrisas en plata cedidos por la sevillana Hermandad de Ntra. Sra. del Rosario de Barrio León.[27] En 2016 se estrenó el nuevo paso, en su fase de carpintería, siendo el encargado del proyecto de la talla Pedro Benítez.[28]

- María Santísima de la Caridad y del Consuelo: es también obra de Romero Zafra. Se trata de una dolorosa de vestir realizada en cedro real con policromía al óleo, de facciones suaves y redondeadas y mirada al frente.[29] La Virgen cuenta con corona de estilo imperial realizada en 2018 por Joaquín Ossorio, integrando elementos del barroco salmantino como el templete del altar de La Purísima o la portada de la iglesia de San Sebastián, y puñal a juego.[30] Desfila en un paso de palio en ejecución bajo diseño de Alejandro Escobar. Siguiendo el modelo estructural de los palios sevillanos, contará con motivos de inspiración churrigueresca en los detalles ornamentales. La parihuela del paso se realizó en los talleres de carpintería de Juan Amador García Casas de La Rambla y la orfebrería en los talleres de Orfebrería Sanlúcar. El manto y las faldillas del palio, en color azul pavo real, han sido confeccionados por el taller de costura de la Hermandad, y las bambalinas del palio por Manuel García Bellido.[31]

## Cultos y actividades
Los Estatutos recogen los cultos a celebrarse en la Hermandad. Destaca la celebración de un quinario en honor de N. P. Jesús Despojado que termina el segundo domingo de cuaresma con Función Principal y besapies de la imagen. El cuarto domingo de cuaresma finaliza el septenario doloroso a María Santísima de la Caridad y del Consuelo, con Solemne Función, en la que los hermanos realizan su Protestación Pública de Fe, el septenario comienza con el rezo del Santo Rosario y concluye con la Salve cantada. También en cuaresma se celebra el Vía Crucis con Jesús Despojado. En torno al Corpus Christi se celebran los principales cultos en honor de la titular mariana. El Jueves de Corpus comienza el triduo a María Santísima de la Caridad y del Consuelo. El sábado siguiente al Domingo de Corpus la imagen sale en procesión, celebrándose el Rosario de la Caridad, que incluye una visita a la residencia diocesana de mayores en la Casa de la Iglesia. El primer domingo de noviembre se celebra misa en sufragio por las almas de los hermanos difuntos. Durante los días 6, 7 y 8 de diciembre se celebra solemne besamanos a María Santísima de la Caridad y del Consuelo, finalizando el día 8, Festividad de la Inmaculada Concepción de María, con misa solemne en su honor.
Fruto de la incorporación de la Hermandad al carisma Mercedaria se incluyeron en el calendario de cultos de la Hermandad la celebración de una sabatina mensual en honor a la Virgen de la Merced, el novenario a la Virgen de la Merced y participación en la procesión de su festividad, el rezo procesional del Vía Crucis en cuaresma presidido por la reliquia del Lignum Crucis, la celebración solemne del Corpus Christi y de la Cruz en el mes de mayo.
Dentro de los actos culturales desarrollados por la Hermandad destacan el Pregón de la Semana Santa Joven y la Exaltación de la Navidad.

## Marchas dedicadas
- Mi sueño en la Clerecía (2009) de Manuel Javier Patino Acuña.[35]
- Y Jesús fue Despojado (2013) de Francisco Javier Montero López, dedicada a N. P. Jesús Despojado de sus Vestiduras.[36]
- Consuélanos (2015) de Francisco Javier Montero López, dedicada a María Santísima de la Caridad y el Consuelo.[37]
- Bajo tus pies, Despojado (2016) de Francisco Javier Montero López, dedicada a la cuadrilla de Costaleros de la Hermandad.
- Sueño Azul (2017) de Matías Cañizal Tello, dedicada a María Santísima de la Caridad y el Consuelo.[38]
- Décima Estación (2020) de Pedro Manuel Pacheco Palomo, dedicada a Nuestro Padre Jesús Despojado de sus Vestiduras.[39]
- Dulce mirada de María (2020) de Matías Cañizal Tello, dedicada a María Santísima de la Caridad y el Consuelo.[40]
- Tú lo llenas todo (2024) de Matías Cañizal Tello, dedicada a María Santísima de la Caridad y el Consuelo.[41]

## Hábito
El hábito consiste en sotana y capa en color crema pálido y capirote de terciopelo de color granate. Se completa con botonadura, bocamangas y cíngulo trenzado de color granate.